# Сваленик
Сваленик е село в Северна България. То се намира в община Иваново, област Русе.

## География
Намира се на 25 км югоизточно от село Иваново, на 39 километра южно от град Русе, на 36 северно от град Разград, на 167 северозападно от Варна и на 298 североизточно от София. Селото е разположено на двата бряга на река Малки Лом, която е приток на Русенски Лом и се намира на границата на природен парк Русенски Лом. Релефът е хълмисто-равнинен, като средната надморска височина варира рязко от 100 до 200 м. Климатът е умереноконтинентален, със сухо, горещо лято и студена зима. Средната юлска температура е около 22 °C, а средната януарска – около 0 °C.

## История
Селото е с много древна история. При археологически разкопки са намерени останки от първобитно-общинния строй, множество тракийски могили, останки от средновековната ни история и османската власт.
За пръв път селото фигурира в документи на Османската империя през 1657 година.
През март 1945 г. техници от фабрика „Мюлхаупт“ отиват в помощ на селяните от Сваленик, при което ремонтират техни сечива и носят със себе си дефицитни материали. Тяхното присъствие в селото е политическа демонстрация на Българската работническа партия (комунисти) на единство между работници и селяни.

## Население
- 1657 г. – 250 домакинства
- 1877 – 130
- 1888 – 1732 жители
- 1894 – 254 семейства
- 1910 – 2304 ж.
- 1935 – 2985 ж.
- 1957 – 3157 ж.
- 1976 – 2149 ж.
- 1985 – 1679 ж.

## Културни и природни забележителности
В селото работят кметство, пощенски клон, дежурен полицейски инспектор, общопрактикуващ лекар, основно училище, читалище с библиотека и постоянно действаща музейна сбирка на местния фолклор и обичаи. Сваленик е на южната граница на природен парк Русенски Лом, известен с красивите си каньони и скални църкви, манастири.
Природният парк предлага възможности за отдих сред природата и културно-исторически туризъм. Сред скалистите ридове река Мали Лом образува красиви меандри, на места обрасли с вековна растителност от бук, дъб, ясен, дрян и бряст. В долината ѝ има живописни местности и природни феномени, като „Кравата“ в местността „Орловица“ и „Змията“ между местностите „Мъртвица“ и „Геново поле“. Легенда разказва за стъпките на Крали Марко, отпечатани в скалите на двата бряга на реката. Ландшафтът се характеризира с множество извори, подходящи за спортен риболов, а на някои са изградени чешми.
Други интересни забележителности:
- Бялата стена – късноантичната крепост, намираща се на 4 км северозападно (СЗ) от Сваленик,
- Йовдина дупка, пещера – СИ,
- Мъртвица, пещера и манастир,
- Куклата, римска кула – Ю 300 м, в м. Гросетлика, над устието на Церовецка река,
- Кривицко кале – СЗ 8 км в м. Езерченско плато.

## Редовни събития
- Селски сбор – провеждан ежегодно през първата събота и неделя след Димитровден.
- Селски пазар – всяка сряда.

## Личности
- Иван Драганов-Комитата (1860 – 31 януари 1930) – опълченец от Пета дружина, ΙΙΙ рота,
- Иван Друмев (род. 3 юни 1866), учител в селата Нисово ок. 1889 – 1890, Тръстеник ок.1890 – 1891 и Сваленик 1892 – 1897,
- Руси Димитров Гладов (1915 – 3 септември 1944), подофицер, убит на фронта край с. Амзали, Северна Македония,
- Крум Георгиев Копанков (1917 – 12 октомври 1944), убит на фронта при височината Буковик, Пехчевско,
- Руси Стойков Дамянов (1918 – 12 октомври 1944), подофицер, убит на фронта при височината Буковик,
- Минко Минков Мамулков (1920 – 3 ноември 1944), убит на фронта край с. Амзали, Македония,
- Тодор Цвятков Балбузанов (1921 – 21 октомври 1944), убит при с. Жбевац, Вранска околия – Македония,
- Тончо Тончев, архитект,
- Цолка Генова, журналист,
- Кирил Кертиков – доцент по философия в ИСИ,
- Илиян Недков (р. 1958), джудист, с бронзов медал от олимпийските игри в Москва 1980 г.